# Leckstrom (Biologie)
Leckströme, auch Ionenleckströme genannt, bezeichnen in der Neurobiologie das Diffundieren von Na+-Ionen durch die Zellmembran in die unerregte Nervenzelle, trotz der geringen Durchlässigkeit. Dieses Phänomen geschieht aufgrund des Konzentrationsgefälles und der Ladungsverhältnisse.